# Trevor Burton
Trevor Burton (rodným jménem Trevor Ireson; * 9. března 1944 Birmingham) je britský baskytarista a kytarista. Svou první skupinu, ve které hrál na kytaru, založil v roce 1963 a nesla název The Everglades. O rok později se rozpadla a Burton se stal členem kapely Danny King & The Mayfair Set, ve které s ním hrál i bubeník Keith Smart (který rovněž působil v The Everglades). Přestože skupina vydala několik singlů, nikdy se jí nedostalo úspěchu za hranicí Birminghamu. V prosinci 1965 Burton spoluzaložil skupinu The Move, kde původně hrál také na kytaru, ale později přešel k baskytaře. Skupinu opustil v roce 1969, ale v roce 2004 se účastnil jejího obnovení.